# Xã Monroe, Quận Pulaski, Indiana
Xã Monroe (tiếng Anh: Monroe Township) là một xã thuộc quận Pulaski, tiểu bang Indiana, Hoa Kỳ. Năm 2010, dân số của xã này là 4.019 người.